# Åkervindefly
Åkervindefly, Acontia trabealis är en fjärilsart som först beskrevs av Giovanni Antonio Scopoli 1763. Åkervindefly ingår i släktet Acontia och familjen nattflyn, Noctuidae. Enligt den svenska rödlistan är arten Sårbar, VU i Sverige. Arten förekommer i Sverige på Öland och Gotland. I övrigt uppträder arten som migrant med fynd från Skåne till Uppland. I Finland ses arten som en mycket sällsynt migrant och är klassad som tillfällig. Artens livsmiljö är öppna områden med blottad mark och öppna gräsmarker. En underart finns listad i Catalogue of Life, Acontia (Emmelia) trabealis sheljuzhkoi Staudinger, 1924.

## Bildgalleri

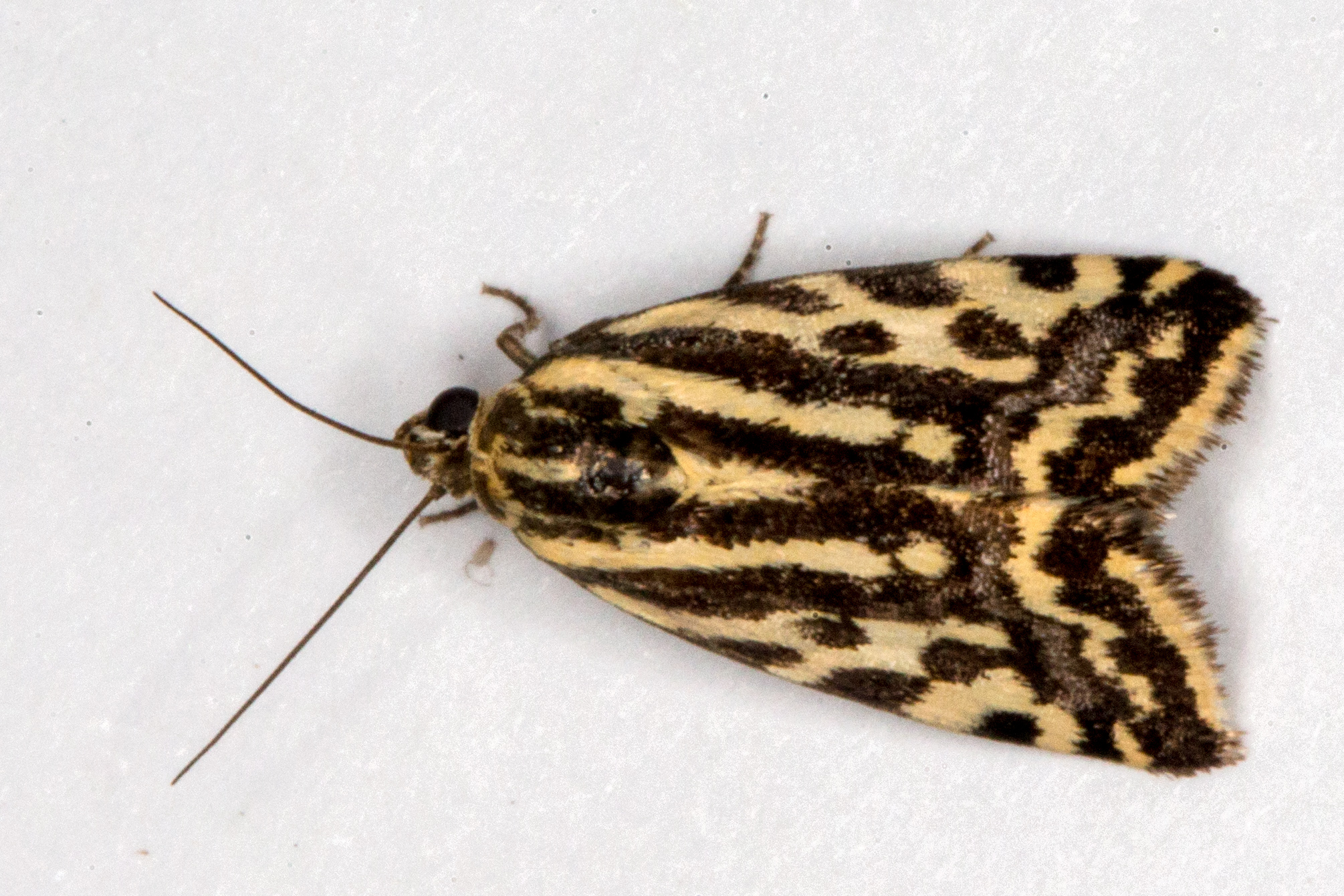
Imago fjäril
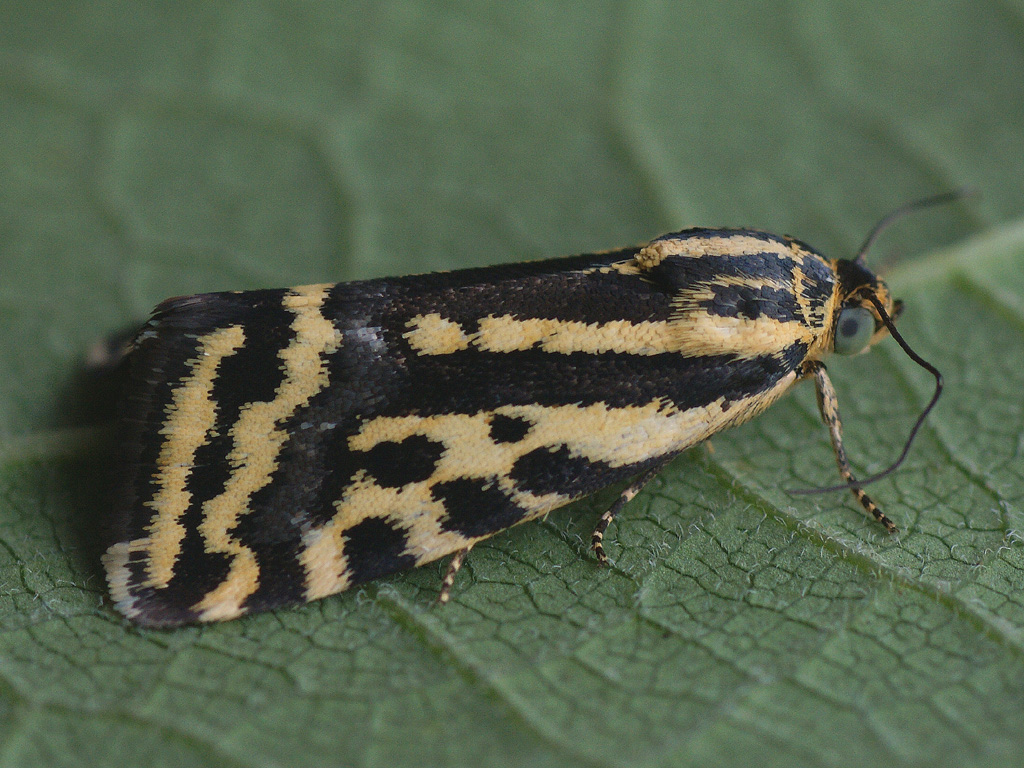
Imago fjäril
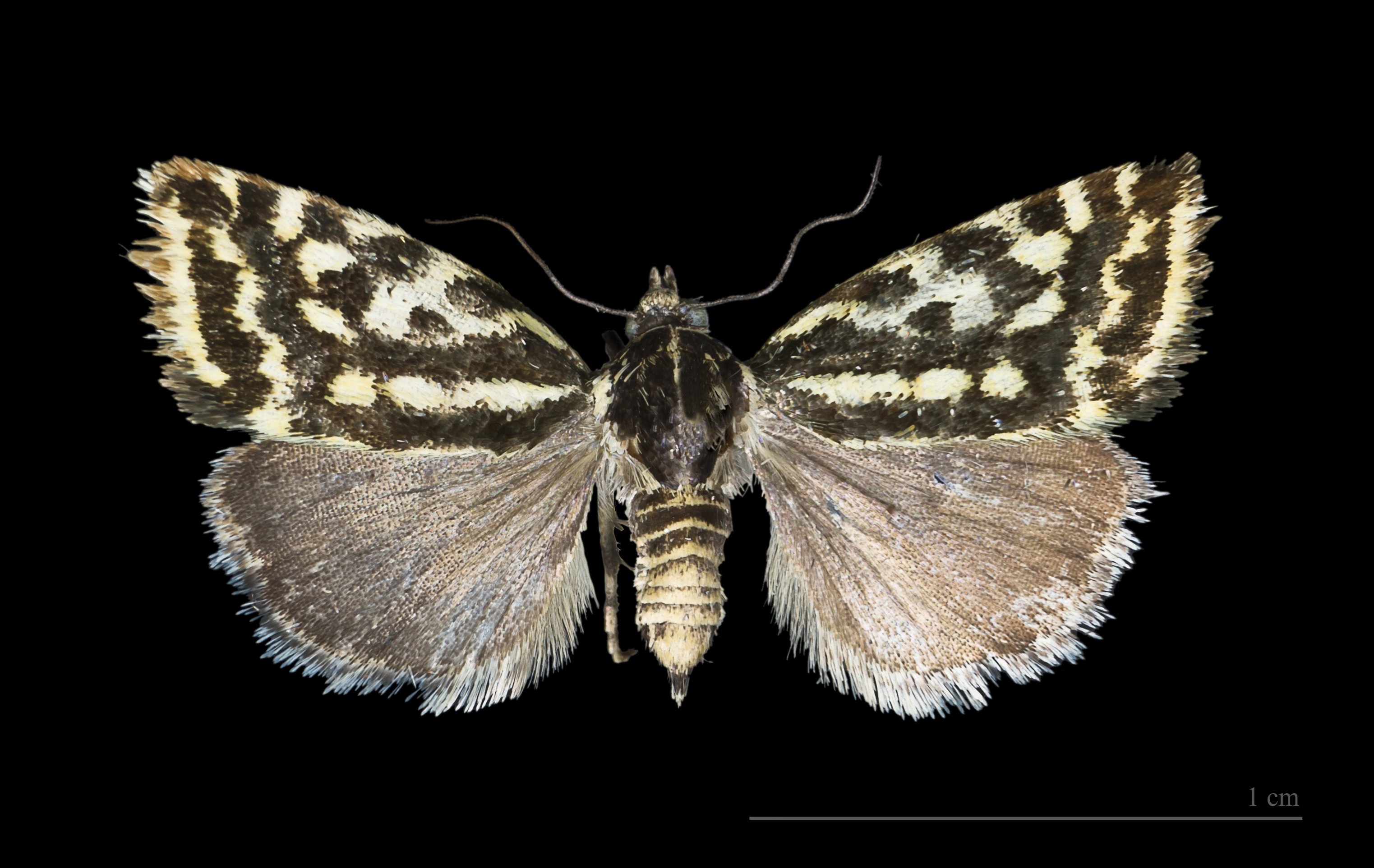
Preparerad (uppnålad) imago fjäril